# Aydeé Lizarazo
Aydeé Lizarazo Cubillos (Calarcá, Quindío, Colombia, 18 de febrero de 1965) es una política y administradora pública colombiana.
Senadora de la República de Colombia por el Partido Político MIRA para el periodo 2018-2022. Fue Concejal de Armenia del 2008 al 2011. Hace parte de la bancada en el Congreso de la coalición Nos Une Colombia, y fue la primera precandidata a la Presidencia de la República por el partido MIRA, rol que jugó en la coalición Equipo por Colombia

## Biografía
Es la séptima de nueve hermanos de una familia campesina, nació en la finca La Cristalina de la entonces vereda hoy corregimiento de La Virginia, jurisdicción de Calarcá en el departamento de Quindío; sus padres, campesinos de escasos recursos económicos, hicieron parte de los fundadores del Corregimiento de La Virginia en Calarcá. Es viuda y tiene dos hijos.
Adelantó sus primeros estudios e inició su vida laboral en el corregimiento de La Virginia, desde 1989 reside en Armenia (Quindío).

## Estudios
Aydée Lizarazo Cubillos adelantó sus estudios primarios y secundarios en el corregimiento en la escuela Peñas Blancas de La Virginia del municipio de Calarcá, por lo que a sus 17 años hace parte de la primera promoción de bachilleres del colegio Jesús María Morales. En 1986 ingresa a la Escuela Superior de Administración Pública -ESAP-, donde obtuvo el título de Administradora Pública, haciendo parte de la primera promoción de administradores públicos en el departamento del Quindío. Realizó dos especializaciones, una en Administración Financiera en la Universidad La Gran Colombia de Armenia y otra en Gestión Pública con la ESAP. En diciembre de 2021 obtuvo su Maestría en Derecho Público en la Universidad La Gran Colombia.

## Trayectoria
Su desempeño profesional es en el sector público principalmente. Trabajó desde 1985 hasta 1992 como Secretaria de la Corregiduría de La Virginia en el municipio de Calarcá, y de 1992 hasta 2004 en las Empresas Públicas de Armenia. Fue integrante de Junta de Acción Comunal.
Entre 2008 y 2012 logró un cargo en el concejo de Armenia por el entonces movimiento, ahora Partido Político MIRA, desde donde fue autora de 13 proyectos de acuerdo, de los cuales diez son acuerdos del municipio.
Fue elegida segunda Vicepresidente de la mesa directiva del concejo de Armenia y Presidente de la Comisión Primera Permanente o del Plan durante el año 2010. Fue candidata a la Alcaldía de Armenia en el año 2011 y a la Cámara de Representantes por el Quindío en 2014.
Fue elegida Senadora, asumió su cargo en la Cámara Alta el 20 de julio de 2018, para el periodo constitucional que irá hasta 2022. Conforma la comisión séptima permanente, la que trata temas como el estatuto del servidor público y trabajador particular; régimen salarial y prestacional del servidor público; organizaciones sindicales; sociedades de auxilio mutuo; seguridad social; cajas de previsión social; fondos de prestaciones; carrera administrativa; servicio civil; recreación; deportes; salud, organizaciones comunitarias; vivienda; economía solidaria; asuntos de la mujer y de la familia. Asimismo, forma parte de la comisión legal de Derechos Humanos y Audiencias, según la conformación del Senado.

## Elección
El 11 de marzo de 2018, en las elecciones legislativas, el Partido MIRA logró la novena votación para el Senado de la República, al contabilizar 501.489 votos, por lo que alcanzó tres curules, en su orden con: Ana Paola Agudelo, 71.231 votos; Carlos Eduardo Guevara, 66.458, y Aydeé Lizarazo Cubillos, 57.428. En el Eje Cafetero alcanzó: 21.123 votos en Risaralda, 18.572 en Quindío, y 11.470 en Caldas.

## Agenda legislativa
Su agenda es la defensa de la mujer, de la familia, la niñez y la dignidad humana. Compromiso con el campesinado. Aspectos de turismo, promoción de la RAP del Eje Cafetero y empleo son otros de los temas que tiene en su agenda, al ser parte de la comisión séptima permanente.